# Dmitrij Iljics Kozlov
Dmitrij Iljics Kozlov (oroszul: Дмитрий Ильич Козлов; Tyihoreckaja, 1919. október 1. – Szamara, 2009. március 7.) orosz nemzetiségű szovjet mérnök. Koroljov mellett részt vett a korai szovjet ballisztikus rakéták kifejlesztésében. A kujbisevi CSZKB vezetőjeként fontos szerepet játszott a szovjet hordozórakéták, műholdak és űrhajók kifejlesztésében és sorozatgyártásuk megszervezésében. 1984-től a Szovjet Tudományos Akadémia, 1991-től az Orosz Tudományos Akadémia levelező tagja volt.

## Élete
Kozlov 1919. október 1-jén született Tyihoreckaja nevű kozák településen (ma: Tyihoreck a Krasznodari határterületen) munkás családban. Pjatyigorszkban jár középiskolába, melyet 1937-be végzett el.

### Tanulmányai
Utána beiratkozott a Leningrádi Katonai Gépipari Főiskolára. 1941 júliusában, a Szovjetunió elleni német támadás után önkéntesnek jelentkezett a hadseregbe. Kezdetben a leningrádi és a volhovi fronton harcolt a 71. önálló tengerészgyalogos dandár kötelékében. Háromszor szerzett háborús sérülést. A harmadik harci sérülésekor, 1944 szeptemberében a Viborg környéki harcokban aknaszilánk miatt elveszítette a bal karját, ezért leszerelték. Felépülése után visszatért folytatni a tanulmányait a katonai főiskolára, melyet 1945 decemberében végzett el.

### Koroljov munkatársaként
A főiskola után Moszkvában a Bauman Műszaki Főiskolán vett részt továbbképzésen. 1946 júniusától a Németországban zsákmányolt rakétatechnika tanulmányozására létrehozott csoportba vezényelték, ahol kapcsolatba került Szergej Koroljovval. Még abban az évben a 88. sz. Központi Tudományos Kutatóintézet Koroljov vezette tervezőcsoportjának (mely később OKB–1 néven önállósult) tervezőmérnöke lett.
Az 1950-es években vezető tervezőként részt vett az R–5 és R–5M közepes hatótávolságú ballisztikus rakéták, majd az R–7 interkontinentális ballisztikus rakéta tervezésében és kifejlesztésében. Áprilisban az OKB–1 tervezőiroda helyettes vezetőjévé nevezték ki és a rakéták sorozatgyártásáért volt felelős. Még áprilisban Kujbisevbe érkezett, ahol az 1. sz. repülőgépgyárban (később Progressz vállalat) rányította az R–7 rakéták sorozatgyártásának az előkészítését. Az első Kujbisevben készített R–7 (a rakéta harmadik repülésre képes példánya) 1958. december 31-én készült el.

### Kujbisevi időszak
1959 júniusában az R–7 rakéta továbbfejlesztésére a Progressz vállalatnál  Koroljov javaslatára létrehozták az OKB–1 alárendeltségébe tartozó 25. sz. tervezőcsoportot, amely egy év múlva, 1960. július 23-án  az OKB–1 3. sz. fiókintézete lett és az R–7-el kapcsolatos minden tervezési feladatot átvett. 1961-ben Kozlovot nevezték ki az OKB–1 3. sz. fiókintézetének vezetőjévé és főkonstruktőrévé, és egyúttal az OKB–1 egyik helyettes vezetője is lett.
Az 1960-as évek elejétől az űrhajózási hordozórakétákkal (Vosztok, Molnyija, Szojuz) kapcsolatos fejlesztések mellett a kujbisevi tervezőiroda lett a fotófelderítő műholdak fejlesztésének szovjet központja. Ott folyt később az eredetileg az OKB–1-nél kifejlesztett és a kujbisevi Progressz vállalat által gyártott Zenyit felderítő műholdak továbbfejlesztése, valamint a Zenyit műholdakon alapuló tudományos műholdak, a Foton, a Bion és a Reszursz műholdak kifejlesztése.
Az 1960-as évek közepén az OKB–1-nél a szovjet holdprogram és a civil Szojuz-program miatt előállt túlterheltsége miatt a kujbisevi fiókintézet vette át az emberes katonai űrhajók fejlesztési programját. Kozlov irányításával az OKB–1-nél elkezdett katonai projekt alapjain, a Szojuz 7K–P és Szojuz 7K–R űrhajók tapasztalatait felhasználva kezdték el a Szojuz 7K–OK űrhajón alapuló Szojuz 7K–VI katonai űrhajó fejlesztését. A katonai Szojuz űrhajók hordozóeszközéül a kujbisevi tervezőiroda már 1964–1965-ben kidolgozta a 11A514 jelzésű Szojuz hordozórakétát. Az SZKP KB határozata alapján a Szojuz 7K–VI-nek 1966-ban kellett volna először repülnie.
Koroljov 1966. januári halálát követően Vaszilij Misin lett az OKB–1 vezetője, Kozlov pedig az első helyettese. A szervezeti változások részeként az OKB–1-t, a 88. sz. gépgyárat és az OKB–1 3. sz. kujbisevi fiókintézetet Központi Gépgyártási Tervezőiroda (CKBEM) néven szervezték újra, míg a Kozlov vezette részleg a CKBEM Kujbisevi Fiókintézete néven működött.
Misin kinevezése negatívan hatott a Szojuz 7K–VI programjára. Misin a CKBEM-t a szovjet emberes űrhajók fejlesztése terén monopol szervezetté kívánta alakítani, így mindent elkövetett a Szojuz 7K–VI fejlesztésének leállításáért, illetve a program ellehetetlenítse érdekében alternatív katonai űrhajó tervét szorgalmazta. (Ezzel együtt támadta Cselomej tervezőirodáját is az ottani űrhajó-fejlesztési programok miatt.) Misin tevékenységének eredményeként 1968-ban Kozlovék leállították a 7K–VI katonai űrhajó fejlesztését.

### Önálló tervezőiroda élén
1974 tavaszán a CKBEM több jelentős, vezető beosztású munkatársa, köztük Kozlov is közös levelet írt az SZKP KB-nak, melyben panaszt tettek Misin ellen a CKBEM-nél tapasztalt vezetési anomáliák és a fejlesztési programok terén meglévő negatív tendenciák (pl. a holdrepülésért folytatott verseny elvesztésének okai) miatt. A levél nyomán 1974 májusában leváltották Misint a CKBEM éléről. A változások következtében önállósult a CKBEM Kujbisevi Fiókintézete is Központi Különleges Tervezőiroda (CSZKB) néven, melynek Kozlov maradt a vezetője és a főkonstruktőre.
1996-ban összevonták a gyártóbázisként működő Progressz vállalatot és a CSZKB tervezőirodát és létrejött a CSZKB-Progressz vállalat, melynek Kozlov lett a vezérigazgatója és a főkonstruktőre.
A gyakorlati tervezőmunka és vállalatvezetés mellett tanított a Kujbisevi Repülési Főiskolán (később: Szamarai Repülési és Űrkutatási Egyetem), ahol tanszékvezető is volt.
2003-ban vonult nyugállományba. Szamarában hunyt el 2009.  március 7-én. Sírja a szamarai városi temetőben található.

## Elismerései és emlékezete
1957-ben Lenin-renddel tüntették ki, majd három alkalommal (1976, 1983, 2004) Állami Díjat kapott. 1961-ben és 1979-ben megkapta a Szocialista Munka Hőse kitüntetést.
Róla nevezték el a 23406 Kozlov kisbolygót. Szülővárosában, Tyihoreckben köztéri szobrot kapott. Róla nevezték el szamarai űrhajózási emlékmúzeumot és az előtte található teret.

## Érdekességek
Szergej Koroljov csak 1952-ben lett tagja az SZKP-nak. Kozlov volt az egyetlen, aki ajánlást adott Koroljovnak a felvételre.